# Bankowość telefoniczna
Bankowość telefoniczna – jeden z kanałów bankowości elektronicznej. Polega na przeprowadzaniu komunikacji i transakcji bankowych z wykorzystaniem telefonu.
Bankowość telefoniczna może być realizowana na kilka sposobów: z użyciem telefonu stacjonarnego lub komórkowego, poprzez kontakt z operatorem (call center) lub automatyczny serwis telefoniczny IVR oraz przy użyciu telefonu komórkowego za pomocą SMS lub technologii WAP.
Operacje wykonywane za pomocą bankowości telefonicznej możemy podzielić na pasywne i aktywne. Pasywne to takie gdzie klient odbiera jedynie informacje dotyczące rachunku. Najprostszą i najczęściej wykonywaną operacją pasywną jest sprawdzenie salda rachunku. Inne, dostępne w większości serwisów telefonicznych, usługi to sprawdzanie historii rachunku bądź przekazywanie informacji o aktualnych stopach oprocentowania lub kursach walut.
Usługi aktywne bankowości telefonicznej to takie, które powodują zmianę salda i historii rachunku. Do typowych operacji aktywnych zaliczyć możemy przelewy oraz dyspozycje dotyczące lokat terminowych.